# Ginástica artística nos Jogos Olímpicos de Verão de 2020 - Cavalo com alças
A competição do cavalo com alças masculino da ginástica artística nos Jogos Olímpicos de Verão de 2020 ocorreu em 24 de julho e 1 de agosto de 2021 no Centro de Ginástica de Ariake, em Tóquio. Um total de 74 ginastas de 35 Comitês Olímpicos Nacionais (CON) participaram do evento após realizarem o exercício na qualificatória.
Max Whitlock, da Grã-Bretanha, conquistou o bicampeonato olímpico da prova, sendo sua terceira medalha de ouro e a sexta medalha olímpica no geral. Lee Chih-kai, de Taipé Chinês, ganhou a prata, a primeira medalha olímpica do país na ginástica artística. Kazuma Kaya, do Japão, completou o pódio com o bronze, sua segunda medalha em Tóquio.

## Qualificação
Cada Comitê Olímpico Nacional (CON) poderia inscrever até seis ginastas: uma equipe de quatro e mais dois especialistas. As 12 equipes que se classificaram preencheram 48 vagas também para as competições individuais, sendo as três primeiras equipes do Campeonato Mundial de 2018 (China, Rússia e Japão) e as nove primeiras equipes (excluindo as já qualificadas) do Campeonato Mundial de 2019 (Ucrânia, Grã-Bretanha, Suíça, Estados Unidos, Taipé Chinês, Coreia do Sul, Brasil, Espanha e Alemanha).
As vagas restantes foram atribuídas individualmente. Cada ginasta poderia ganhar apenas uma vaga, sendo alguns dos eventos individuais abertos a ginastas de CONs com equipes qualificadas, enquanto outros não. Essas vagas foram preenchidas por meio de diversos critérios baseados no Campeonato Mundial de 2019, nas séries da Copa do Mundo, campeonatos continentais, país sede e convite da Comissão Tripartite. A pandemia COVID-19 atrasou muitos dos eventos de qualificação para a ginástica. Os Campeonatos Mundiais de 2018 e 2019 foram concluídos no prazo, mas muitos dos eventos da série da Copa do Mundo foram adiados para 2021.
Cada um dos ginastas participantes são elegíveis para a competição do cavalo com alças, mas nem todos tentaram se classificar para a final durante a qualificatória (74 obtiveram pontuação no total).

## Formato
Os oito primeiros classificados na fase qualificatória (com limite de dois por CON) avançaram para a final do aparelho. Os finalistas realizaram um exercício adicional. As pontuações da qualificatória não são considerados, contando apenas as pontuações da final.

## Calendário
Horário local (UTC+9)
| Data        | Horário | Rodada         | Subdivisão   |
| ----------- | ------- | -------------- | ------------ |
| 24 de julho | 10:00   | Qualificatória | Subdivisão 1 |
| 24 de julho | 14:30   | Qualificatória | Subdivisão 2 |
| 24 de julho | 19:30   | Qualificatória | Subdivisão 3 |
| 1 de agosto | 18:40   | Final          | Final        |

## Medalhistas
| Ouro   | GBR Max Whitlock |
| Prata  | TPE Lee Chih-kai |
| Bronze | JPN Kazuma Kaya  |

## Resultados

### Qualificatória
Os oito melhores ginastas na qualificatória se classificaram para a final. Como apenas dois ginastas por CON poderiam avançar, caso alguns deles estivessem entre os oito primeiros não estariam elegíveis para a final, com a vaga indo para o próximo ginasta na classificação.
| Pos. | Ginasta              | Nota D | Nota E | Pen. | Total  | Notas |
| ---- | -------------------- | ------ | ------ | ---- | ------ | ----- |
| 1    | TPE Lee Chih-kai     | 6.4    | 8.866  |      | 15.266 | Q     |
| 2    | IRL Rhys McClenaghan | 6.5    | 8.766  |      | 15.266 | Q     |
| 2    | JPN Kohei Kameyama   | 6.5    | 8.766  |      | 15.266 | Q     |
| 4    | USA Alec Yoder       | 6.4    | 8.800  |      | 15.200 | Q     |
| 5    | GBR Max Whitlock     | 6.8    | 8.100  |      | 14.900 | Q     |
| 6    | CHN Sun Wei          | 6.3    | 8.533  |      | 14.833 | Q     |
| 7    | JPN Kazuma Kaya      | 6.4    | 8.433  |      | 14.833 | Q     |
| 8    | JPN Daiki Hashimoto  | 6.5    | 8.266  |      | 14.766 |       |
| 9    | ROC David Belyavskiy | 6.4    | 8.333  |      | 14.733 | Q     |
| 10   | ALB Matvei Petrov    | 6.5    | 8.233  |      | 14.733 | R1    |
| 11   | GBR Joe Fraser       | 6.3    | 8.366  |      | 14.666 | R2    |
| 12   | CHN Zou Jingyuan     | 5.9    | 8.700  |      | 14.600 | R3    |

Os três primeiros colocados na qualificatória tiveram um total de 15.266, mas de acordo com os critérios de desempate da FIG, Lee ficou em primeiro lugar porque teve uma nota-E mais alta (8.866) do que a nota-E dos outros dois ginastas (8.766), McClenaghan e Kameyama (ambos com uma nota-D de 6.5, e assim ficaram empatados em segundo lugar).

### Final
A final foi disputada em 1 de agosto de 2021, com os classificados realizando um exercício para a pontuação final.
| Pos.              | Ginasta              | Nota D | Nota E | Pen. | Total  |
| ----------------- | -------------------- | ------ | ------ | ---- | ------ |
| Medalha de ouro   | GBR Max Whitlock     | 7.0    | 8.583  |      | 15.583 |
| Medalha de prata  | TPE Lee Chih-kai     | 6.7    | 8.700  |      | 15.400 |
| Medalha de bronze | JPN Kazuma Kaya      | 6.6    | 8.300  |      | 14.900 |
| 4                 | ROC David Belyavskiy | 6.4    | 8.433  |      | 14.833 |
| 5                 | JPN Kohei Kameyama   | 6.8    | 7.800  |      | 14.600 |
| 6                 | USA Alec Yoder       | 6.4    | 8.166  |      | 14.566 |
| 7                 | IRL Rhys McClenaghan | 6.4    | 6.700  |      | 13.100 |
| 8                 | CHN Sun Wei          | 6.3    | 6.766  |      | 13.066 |